# Наконечний Микола Леонідович
Мико́ла Леоні́дович Наконе́чний (10 вересня 1981, м. Нікополь) — український футболіст, півзахисник, гравець команд вищої ліги чемпіонату України та молодіжної збірної України (U-21), Майстер спорту України.

## Походження
Вихованець ДЮСШ (м. Нікополь). Перший тренер В. А. Зеленський.
Найбільше матчів М. Наконечний зіграв за свій рідний клуб Борисфен (Бориспіль) — 116. При цьому, виступаючи з 1997 по 2003 роки, забив 9 м'ячів у ворота суперників. Найбільше він виходив на поле у складі цієї команди (61 матч та 4 м'ячі), коли вона грала у першій лізі чемпіонату України в сезонах 2000—2001 та 2001—2002 років.
Також він виступав за команди вищої ліги Арсенал (Київ) та Оболонь-Бровар (Київ) у 2002—2005 роках, провівши на полі 57 матчів та забивши три голи. Перший м'яч у прем'єр-лізі М. Наконечний провів у ворота ПФК «Олександрія» на 70-й хвилині гри 18 серпня 2002 року, допомігши своїй команді виграти з розгромним рахунком 5:1.
В одній з ігор за київську «Оболонь» у кінці жовтня 2005 року травмувався. Лікування і відновлення зайняли аж півтора року. У наступні роки грав на аматорському рівні за «Арсенал» (Біла Церква) та «ДЮСШ-Зеніт» (Боярка).
У 2009 році повернувся на професійний рівень у складі друголігової «Єдності» (Плиски). У грі на Кубок України М. Наконечному вдалося забити навіть м'яч у ворота донецького Шахтаря (1:3).
Того ж року перебрався до грузинського ФК «Гагра», де під керівництвом українського тренера Анатолія Пісковця виграв кубок Грузії та першість місцевої Ліги Пірвелі (другий дивізіон). Також дві гри зіграв у Лізі Європи УЄФА.
Загалом провів 227 матчів та забив 23 м'ячі; у чемпіонатах України — 171 (12).

## Національні збірні
Також він виступав у 1999—2002 роках за молодіжну та юнацьку збірні України.